# 부산광역시충렬사관리사무소
부산광역시충렬사관리사무소(釜山廣域市忠烈祠管理事務所)는 임진왜란때 순절한 선열의 넋을 기리고, 호국충절사상과 향토수호정신선양을 목적으로 설치된 충렬사의 효율적인 유지·관리에 관한 사무를 분장하는 부산광역시청의 사업소이다. 소장은 지방서기관으로 보한다.

## 설치 근거 및 소관 사무

### 설치 근거
- 「부산광역시 행정기구 설치 조례」 제36조제1항[2]

### 소관 사무
- 충렬사 시설 및 유물의 보존·관리에 관한 사항
- 민족항쟁의 위업선양에 관한 사항
- 기타 충렬사관리에 관하여 필요한 사항

## 연혁
- 1978년 7월 19일: 부산시충렬사관리사무소 설치.[3]
- 1982년 1월 18일: 부산직할시충렬사관리사무소로 개편.[4]
- 1998년 9월 15일: 부산광역시충렬사관리사무소로 개편.[5]

## 조직

### 소장
- 관리팀[6]

## 같이 보기
- 부산 충렬사